# Liste der Autorenbeteiligungen und Produktionen von Hubert Kah
Dies ist eine Übersicht über die Kompositionen und Produktionen des deutschen Musikers, Komponisten und Produzenten Hubert Kemmler, bekannt als Hubert Kah. Aufgelistet sind neben Liedern unter diesem Pseudonym auch unter anderen Namen komponierte oder produzierte Titel. Zu berücksichtigen ist, dass Hitmedleys, Remixe, Liveaufnahmen oder Neuaufnahmen des gleichen Interpreten nicht aufgeführt werden.

## A
| Jahr | Titel              | Interpret              | Funktion     |
| ---- | ------------------ | ---------------------- | ------------ |
| 2005 | Alles klingt       | Hubert Kah             | Komponist    |
| 2012 | Angels in My Head  | Sandra                 | Co-Komponist |
| 1988 | Around My Heart    | Sandra                 | Co-Komponist |
| 1982 | Aufblasbare Puppen | Hubert Kah mit Kapelle | Co-Komponist |
| 1986 | Aus und vorbei     | Münchener Freiheit     | Co-Komponist |

## B
| Jahr | Titel                 | Interpret | Funktion     |
| ---- | --------------------- | --------- | ------------ |
| 2012 | Between Me & the Moon | Sandra    | Co-Komponist |
| 1985 | Blue Night Shadow     | Two of Us | Co-Produzent |

## C
| Jahr | Titel               | Interpret              | Funktion                   |
| ---- | ------------------- | ---------------------- | -------------------------- |
| 1996 | Came to You         | Hubert Kah             | Co-Komponist               |
| 1984 | Caribbean Sun       | Sylvie Sanders         | Co-Komponist               |
| 1984 | Caribbean Theme     | Sylvie Sanders         | Co-Komponist               |
| 1989 | Carrousel           | Hubert Kah             | Co-Komponist, Co-Produzent |
| 1982 | Caruso              | Hubert Kah mit Kapelle | Co-Komponist               |
| 1989 | Cathy               | Hubert Kah             | Komponist                  |
| 1988 | Celebrate Your Life | Sandra                 | Co-Komponist               |
| 1996 | C’est la vie        | Hubert Kah             | Co-Komponist               |
| 1988 | Children of England | Sandra                 | Co-Komponist               |
| 1994 | Close to Heaven     | Slavik & Kemmler       | Co-Komponist               |
| 2007 | Crazy Boy           | Jimi Blue              | Co-Komponist               |

## D
| Jahr | Titel                                | Interpret        | Funktion     |
| ---- | ------------------------------------ | ---------------- | ------------ |
| 1987 | Dancing into Danger                  | Inker & Hamilton | Co-Komponist |
| 1986 | Don’t Cry (The Breakup of the World) | Sandra           | Co-Komponist |
| 1986 | Drowning                             | Hubert Kah       | Co-Komponist |

## E
| Jahr | Titel                                           | Interpret                        | Funktion                   |
| ---- | ----------------------------------------------- | -------------------------------- | -------------------------- |
| 1984 | Edelstein                                       | Hubert Kah                       | Co-Komponist               |
| 1983 | Einmal nur mit Erika (… dieser Welt entflieh’n) | Hubert Kah mit Kapelle           | Co-Komponist               |
| 1986 | Elephant Sorrow                                 | This Theatre                     | Co-Komponist, Co-Produzent |
| 1986 | Elephant Theme                                  | This Theatre                     | Co-Komponist               |
| 1984 | Engel 07                                        | Hubert Kah                       | Co-Komponist               |
| 1985 | Engel 07                                        | Hubert Kah (Songtitel: Angel 07) | Co-Komponist, Co-Produzent |
| 1995 | Engel 07                                        | Paco                             | Co-Komponist               |
| 1986 | Es gibt kein nächstes Mal                       | Münchener Freiheit               | Co-Komponist               |
| 1985 | Explain the World in a Word                     | Hubert Kah                       | Co-Komponist               |

## F
| Jahr | Titel                    | Interpret              | Funktion     |
| ---- | ------------------------ | ---------------------- | ------------ |
| 2005 | Fels in der Brandung     | Hubert Kah             | Co-Komponist |
| 1996 | Flower in the Snow       | Hubert Kah             | Co-Komponist |
| 1996 | Fortress Around My Heart | Hubert Kah             | Co-Komponist |
| 1982 | Für die Nacht            | Hubert Kah mit Kapelle | Co-Komponist |

## G
| Jahr | Titel            | Interpret              | Funktion     |
| ---- | ---------------- | ---------------------- | ------------ |
| 1985 | Generation Swing | Two of Us              | Co-Produzent |
| 1986 | Get Strange      | Hubert Kah             | Co-Komponist |
| 1982 | Gigolo           | Hubert Kah mit Kapelle | Co-Komponist |

## H
| Jahr | Titel                                        | Interpret              | Funktion     |
| ---- | -------------------------------------------- | ---------------------- | ------------ |
| 2012 | Heart of Wax                                 | Sandra                 | Co-Komponist |
| 1988 | Heaven Can Wait                              | Sandra                 | Co-Komponist |
| 1989 | Help Me Through the Night (When Devil Comes) | Hubert Kah             | Komponist    |
| 1986 | Hi! Hi! Hi!                                  | Sandra                 | Co-Komponist |
| 1985 | Hollywood Boulevard                          | Two of Us              | Co-Produzent |
| 1982 | Hongkong-Tokyo                               | Hubert Kah mit Kapelle | Komponist    |

## I
| Jahr | Titel                            | Interpret        | Funktion                   |
| ---- | -------------------------------- | ---------------- | -------------------------- |
| 1985 | I Can Feel You Burn              | Two of Us        | Co-Produzent               |
| 1998 | Ich schenk dir meine Millionen!  | Hubert Kah       | Co-Komponist               |
| 1985 | (I’ll Never Be) Maria Magdalena  | Sandra           | Co-Komponist               |
| 1994 | (I’ll Never Be) Maria Magdalena  | Wendy van Wanten | Co-Komponist               |
| 2013 | (I’ll Never Be) Maria Magdalena  | Sarah Carina     | Co-Komponist               |
| 1985 | In the Heat of the Night         | Sandra           | Co-Komponist               |
| 1998 | In the Heat of the Night         | E-Rotic          | Co-Komponist               |
| 2000 | In the Heat of the Night         | To/Die/For       | Co-Komponist               |
| 2010 | In the Heat of the Night         | Aloha from Hell  | Co-Komponist               |
| 2012 | Infinite Kiss                    | Sandra           | Co-Komponist               |
| 1986 | Innocent Love                    | Sandra           | Co-Komponist               |
| 1996 | Is This Love (Sweet Delusion)    | Hubert Kah       | Co-Komponist               |
| ?    | It’s Me, Cathy (Follow My Heart) | Hubert Kah       | Co-Komponist, Co-Produzent |

## J
| Jahr | Titel              | Interpret | Funktion     |
| ---- | ------------------ | --------- | ------------ |
| 1988 | Just Like Diamonds | Sandra    | Co-Komponist |

## K
| Jahr | Titel               | Interpret       | Funktion     |
| ---- | ------------------- | --------------- | ------------ |
| 1990 | Katzen in der Sonne | Juliane Werding | Co-Komponist |
| 2012 | Kings & Queens      | Sandra          | Co-Komponist |

## L
| Jahr | Titel                      | Interpret              | Funktion                   |
| ---- | -------------------------- | ---------------------- | -------------------------- |
| 1982 | La la Langeweile           | Hubert Kah mit Kapelle | Co-Komponist               |
| 1982 | Lass mich träumen          | Hubert Kah mit Kapelle | Co-Komponist               |
| 1982 | Libido                     | Hubert Kah mit Kapelle | Co-Komponist               |
| 1982 | Lieb’ mich                 | Hubert Kah mit Kapelle | Co-Komponist               |
| 1991 | Liebe auf den ersten Blick | Münchener Freiheit     | Co-Komponist               |
| 1982 | Liebelei                   | Hubert Kah mit Kapelle | Co-Komponist               |
| 2005 | Lifeline                   | Hubert Kah             | Co-Komponist               |
| 1986 | Limousine                  | Hubert Kah             | Co-Komponist, Co-Produzent |
| 1985 | Little Girl                | Sandra                 | Co-Komponist               |
| 1986 | Lonesome Cowboy            | Hubert Kah             | Co-Komponist               |
| 1986 | Love Is So Sensible        | Hubert Kah             | Co-Komponist               |
| 1986 | Love Is So Sensible        | Two of Us              | Co-Komponist, Co-Produzent |
| 1986 | Love Spy                   | Mike Mareen            | Co-Komponist               |
| 2012 | Love Starts with a Smile   | Sandra                 | Co-Komponist               |
| 1985 | Lovers Fantasy             | Two of Us              | Co-Produzent               |

## M
| Jahr | Titel               | Interpret              | Funktion                   |
| ---- | ------------------- | ---------------------- | -------------------------- |
| 1982 | Marie Louise        | Hubert Kah mit Kapelle | Co-Komponist               |
| 1986 | Midnight Man        | Sandra                 | Co-Komponist               |
| 1989 | Midnight Sun        | Hubert Kah             | Co-Komponist, Co-Produzent |
| 1986 | Military Drums      | Hubert Kah             | Co-Produzent               |
| 1985 | Million Dollar Girl | Two of Us              | Co-Produzent               |
| 1984 | Millionen           | Hubert Kah             | Co-Komponist               |
| 1986 | Mirror of Love      | Sandra                 | Co-Komponist               |
| 1982 | Monika              | Hubert Kah mit Kapelle | Co-Komponist               |
| 2012 | Moscow Night        | Sandra                 | Co-Komponist               |
| 1996 | Mountains and Sea   | Hubert Kah             | Co-Komponist               |

## N
| Jahr | Titel             | Interpret       | Funktion     |
| ---- | ----------------- | --------------- | ------------ |
| 1985 | Neige d’amour     | Two of Us       | Co-Produzent |
| 1991 | Nur noch der Mond | Juliane Werding | Co-Komponist |

## O
| Jahr | Titel                     | Interpret  | Funktion     |
| ---- | ------------------------- | ---------- | ------------ |
| 1985 | On the Tray (Seven Years) | Sandra     | Co-Komponist |
| 1996 | Only Dreaming             | Hubert Kah | Co-Komponist |

## P
| Jahr | Titel               | Interpret  | Funktion                   |
| ---- | ------------------- | ---------- | -------------------------- |
| 1986 | Pogo the Clown      | Hubert Kah | Co-Komponist               |
| 1996 | Prélude pour Mme S. | Hubert Kah | Co-Komponist               |
| 2005 | Psycho Radio        | Hubert Kah | Co-Komponist, Co-Produzent |

## R
| Jahr | Titel                | Interpret                        | Funktion                   |
| ---- | -------------------- | -------------------------------- | -------------------------- |
| 1982 | Radio                | Hubert Kah mit Kapelle           | Komponist                  |
| 2005 | Raketen              | Hubert Kah                       | Co-Komponist               |
| 1994 | Rhythmus à gogo      | Hubert Kah                       | Co-Komponist               |
| 1982 | Rosemarie            | Hubert Kah                       | Co-Komponist               |
| 1982 | Rosemarie            | Hubert Kah (Songtitel: Rosemary) | Co-Komponist               |
| 1982 | Rosemarie            | real                             | Co-Komponist               |
| 1990 | Running in the Night | 2nd Secret Affair                | Co-Komponist, Co-Produzent |

## S
| Jahr | Titel                   | Interpret              | Funktion                   |
| ---- | ----------------------- | ---------------------- | -------------------------- |
| 1996 | Sailing (Away from Me)  | Hubert Kah             | Co-Komponist               |
| 2012 | Sand Heart              | Sandra                 | Co-Komponist               |
| 1996 | Scary Monster           | Hubert Kah             | Co-Komponist               |
| 1996 | Schlaf ein              | Hubert Kah             | Co-Komponist               |
| 1982 | Schön wie noch nie      | Hubert Kah mit Kapelle | Co-Komponist               |
| 1988 | Secret Land             | Sandra                 | Co-Komponist               |
| 2005 | Sekunden                | Hubert Kah             | Komponist                  |
| 1988 | Shadow and Light        | Inker & Hamilton       | Co-Komponist               |
| 1982 | Simsalabim              | Hubert Kah mit Kapelle | Co-Komponist               |
| 1989 | So Many People          | Hubert Kah             | Co-Komponist, Co-Produzent |
| 1984 | Solo tu                 | Hubert Kah             | Co-Komponist               |
| 1986 | Something I Should Know | Hubert Kah             | Co-Komponist               |
| 1989 | Sound of My Heart       | Hubert Kah             | Komponist                  |
| 2012 | Stay in Touch           | Sandra                 | Co-Komponist               |
| 1982 | Sternenhimmel           | Hubert Kah             | Co-Komponist               |
| 1996 | Sternenhimmel           | Gagu                   | Co-Komponist               |
| 2002 | Sternenhimmel           | Die Buddies            | Co-Komponist               |
| 2008 | Sternenhimmel           | Christian Petru        | Co-Komponist               |
| 1984 | Südsee                  | Hubert Kah             | Co-Komponist               |
| 2012 | Sun in Disguise         | Sandra                 | Co-Komponist               |
| 1984 | Suzanne                 | Hubert Kah             | Komponist                  |

## T
| Jahr | Titel                                         | Interpret              | Funktion                   |
| ---- | --------------------------------------------- | ---------------------- | -------------------------- |
| 1986 | That Girl                                     | Hubert Kah             | Co-Komponist               |
| 1988 | The Different Story (World of Lust and Crime) | Peter Schilling        | Co-Komponist               |
| 1996 | The End Is Near                               | Hubert Kah             | Co-Komponist               |
| 1986 | The Second Day                                | Sandra                 | Co-Komponist               |
| 1989 | The Voice of Silence                          | Hubert Kah             | Komponist                  |
| 1982 | Traumduett                                    | Hubert Kah mit Kapelle | Co-Komponist               |
| 1987 | Trenchcoat Man                                | Fabrique               | Co-Komponist               |
| 1985 | Two of Us                                     | Two of Us              | Co-Komponist, Co-Produzent |

## U
| Jahr | Titel           | Interpret              | Funktion     |
| ---- | --------------- | ---------------------- | ------------ |
| 1982 | Uh la la Cherie | Hubert Kah mit Kapelle | Co-Komponist |
| 1986 | Under My Skin   | Hubert Kah             | Co-Komponist |

## V
| Jahr | Titel           | Interpret              | Funktion     |
| ---- | --------------- | ---------------------- | ------------ |
| 1989 | Victim of Brain | Hubert Kah             | Komponist    |
| 1990 | Vielleicht      | Juliane Werding        | Co-Komponist |
| 1982 | Voyeur          | Hubert Kah mit Kapelle | Co-Komponist |

## W
| Jahr | Titel                           | Interpret                           | Funktion                   |
| ---- | ------------------------------- | ----------------------------------- | -------------------------- |
| 1989 | Welcome, Machine Gun            | Hubert Kah                          | Co-Komponist, Co-Produzent |
| 1988 | We’ll Be Together               | Sandra                              | Co-Komponist               |
| 1984 | Wenn der Mond die Sonne berührt | Hubert Kah                          | Co-Komponist               |
| 1986 | Wenn der Mond die Sonne berührt | Hubert Kah (Songtitel: The Picture) | Co-Komponist               |
| 1999 | Wenn der Mond die Sonne berührt | Iris (Songtitel: The Picture)       | Co-Komponist               |
| 2008 | Wenn der Mond die Sonne berührt | Christian Petru                     | Co-Komponist               |
| 2005 | Willkommen im Leben             | Hubert Kah                          | Co-Komponist               |

## Y
| Jahr | Titel                 | Interpret     | Funktion     |
| ---- | --------------------- | ------------- | ------------ |
| 1989 | You Wear My Heart Out | Bonnie Bianco | Co-Komponist |
| 1986 | You’ll Be Mine        | Sandra        | Co-Komponist |